# 1737 en France
Chronologie de la France
- 1733
- 1734
- 1735
- 1736
- 1737
- 1738
- 1739
- 1740
- 1741

Cette page concerne l’année 1737 du calendrier grégorien.

## Événements
- 13 février : François de Lorraine signe l’acte de cession du duché de Lorraine à Stanislas Leszczyński[1].
- 20 février : disgrâce de Germain Louis Chauvelin, secrétaire d’État aux Affaires étrangères qui soutenait la politique anti-autrichienne de la reine d'Espagne[2].
- 22 février : Amelot devient secrétaire d’État aux affaires étrangères[3].
- 20 mars :
  - Ramsay soumet au cardinal de Fleury son discours, dans lesquels il adapte les Constitutions d’Anderson (1721) à la franc-maçonnerie française en insistant sur la fraternité. Le cardinal semble ne pas autoriser les assemblées de Francs-maçons[4].
  - Philibert Orry devient directeur général des Bâtiments du Roi[5].
- 27 avril : baptême du dauphin et des trois filles aînées de Louis XV, par le cardinal de Rohan, grand aumônier de France[6].
- 15 juillet : naissance de Louise-Marie de France (Madame Louise), dernière fille de Louis XV[6].
- 6 août : Mademoiselle Dumesnil débute à la Comédie-française où elle est reçue le 8 octobre[7].
- 16 août : un arrêt du Conseil établit l'école de dessin de la manufacture des Gobelins[8].
- 27 octobre : incendie à la Chambre des comptes de Paris, causant la perte quasi totale des plus anciennes archives comptables de la monarchie[9].
- 20 décembre : loterie royale au capital de 13 millions[10].

- Début du cadastre de la généralité de Limoges, commencé en Angoumois[11].